# Manque

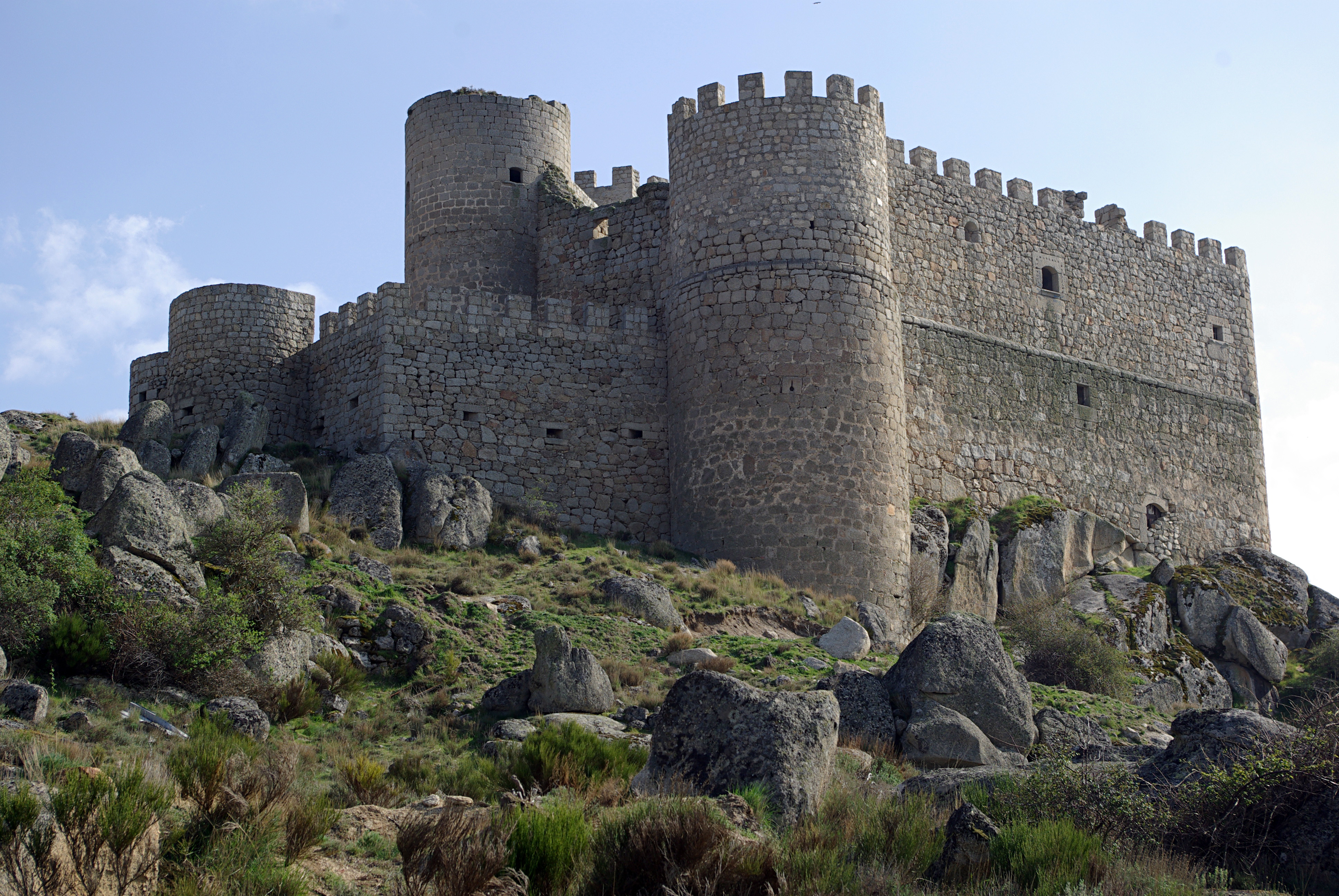
Castillo de Manqueospese (Ávila).

La palabra manque es un arcaísmo del español,  es decir un término utilizado en el pasado en la mayor parte del dominio del idioma que actualmente ha desaparecido del habla cotidiana empleada generalmente. Corresponde a una conjunción concesiva que se ha conservado en determinadas variantes del español, sobre todo en el ámbito rural de diferentes regiones de España, también en América, incluyendo México, Cuba, Puerto Rico, Venezuela, Colombia, Ecuador y Perú entre otros países; pudiendo traducirse por «aunque». Según la interpretación de Joan Corominas y José Antonio Pascual en el Diccionario crítico etimológico castellano e hispánico, este término procede de la unión de más que y anque. No obstante, Daniela Ibba y Assumpció Rost Bagudanch manifiestan que esta voz puede resultar de la evolución del conector concesivo maguer del castellano medieval que a su vez deriva de la palabra griega majárie,  para ello se basan en argumentos etimológicos, sintácticos y fonéticos. La evolución sería por tanto según está interpretación (maguer > manguer > manque). El siguiente ejemplo de Gonzalo de Berceo es ilustrativo de uso de manguer.

Miémbrevos cómo fizo el nuestro Redemptor,/ que fue en cruz sobido a muy grand desonor;/non quiso descender manguer era señor,/ hasta rendió la alma quando ovo sabor.

Otros autores han sugerido que la expresión documentada desde la Edad Media más aun que utilizada de forma sincopada dio lugar a manque.

## Utilización
Los ejemplos más antiguos de utilización de este arcaísmo se remontan a la literatura en castellano a partir de El conde Lucanor, ya en el siglo XIV el arcipreste de Hita en su Libro de buen amor utiliza la palabra manque. Otro ejemplo antiguo es el Castillo de Manqueospese en la provincia de Ávila, que más modernamente ha sido denominado castillo de Aunqueospese.  En la literatura costumbrista de finales del siglo XIX y principios del XX, por ejemplo en las obras de los hermanos Álvarez Quintero, se emplea el término, de donde se podría deducir que es propio de Andalucía, cuando en realidad se ha documentado en todas las regiones de España. También aparece en las obras de Ángel Ganivet: me casaré con ella manque sea para ir a pedir limosna. En la literatura hispanoamericana podemos citar el curioso ejemplo que sigue que corresponde al poema de Andrés Eloy Blanco "Palabreo de la alegría perdida":

manque me roben la hija,/ manque solo y sin cobija/ me echen aquí como un perro;/ manque me den por encierro/ un castillo en una playa,/ mi corazón no desmaya/ si le dejan su alegría.

En ciertos sectores agrícolas de Ecuador suele decirse manque sea, por ejemplo: manque sea domingo, hay que trabajar , o tengo sed, ¡manque sea dame un poquito de agua!, a veces se emplea la expresión más que sea con el mismo significado, tengo sed, ¡más que sea dame un poquito de agua!.
En el ámbito deportivo, el término ha pasado a formar parte del eslogan del Real Betis Balompié, la frase Viva el Betis manque pierda, se utiliza para especificar que la adhesión a este club va más allá de los resultados deportivos que obtenga el equipo en un momento determinado de la competición. Fue acuñada en 1950 cuando el club se encontraba en una mala situación y algunos vaticinaban su próxima desaparición.